# Powiat Aki (Hiroszima)
Powiat Aki (jap. 安芸郡 Aki-gun) – powiat w Japonii, w prefekturze Hiroszima. W 2024 roku liczył 116 950 mieszkańców.

## Miejscowości
- Fuchū
- Kaita
- Kumano
- Saka